# Рікі Боббі: Король дороги
«Рікі Боббі: Король дороги» — американська спортивна комедія від режисера Адама Мак-Кея, знята за його ж сценарієм у співпраці з Віллом Фереллом. Крім акторів у стрічці з'явилися професійні гонщики Дейл Ернхардт-молодший та Джеймі Макмюррей.

## Сюжет
Рікі Боббі — син гонщика, хоча бачив його один раз, з дитинства мріяв стати як батько. Йому трапилась нагода продемонструвати свої водійські навички, так він став автогонщиком NASCAR. У тандемі зі своїм найкращим другом Келом Нотоном Ріккі займає тільки перші місця, а Кел посідає другі. Та лідери автоперегонів отримують виклик від французького гонщика «Формули-1» Жана Жирара, що приносить проблеми в життя Рікі.

## У ролях
| Актор              | Роль             |
| ------------------ | ---------------- |
| Вілл Ферелл        | Рікі Боббі       |
| Джон Рейлі         | Кел Нотон        |
| Леслі Бібб         | Карлі Боббі      |
| Саша Барон Коен    | Жан Жерар        |
| Гері Коул          | Різ Боббі        |
| Майкл Кларк Дункан | Люциус Вашингтон |
| Джейн Лінч         | Люсі Боббі       |
| Емі Адамс          | Сьюзен           |
| Моллі Шеннон       | місіс Денніт     |
| Енді Ріхтер        | Грегорі          |
| Девід Кокнер       | Гершелл          |
| Боб Дженкінс       | Рік Бенджамін    |
| Тед Менсон         | Чіп              |

## Сприйняття
Фільм отримав позитивні відгуки від кінокритиків (72 %) та від пересічних глядачів (73 %) на сайті Rotten Tomatoes. На сайті Metacritic його рейтинг становить 66 %.